# Iriao
Iriao (georgisch: ირიაო) ist eine Jazz- und Ethno-Folk-Musikgruppe aus Georgien. Der Name der Band ist dem "Juchzer" (Iriao-uruao) entlehnt, der als Lautmalerei beim Krimantschuli, dem georgischen Jodeln, benutzt wird.

## Hintergrund
Die siebenköpfige Gruppe wurde 2013 von Dawit Malasonia gegründet. Er gilt als der Erste, der Jazz mit georgischen Ethno-Folk verbunden hat. Malasonia lebt in Deutschland, wo er Musik für TV, Theater und andere Projekte schreibt.
International trat die Band zum ersten Mal bei dem „Borneo Jazz Festival“ in Malaysia 2014 in Erscheinung. Die Gruppe wurde als Vertreter Georgiens für den Eurovision Song Contest 2018 in Lissabon ausgewählt. Sie schieden im zweiten Halbfinale aus. Das Lied For You  wurde intern gewählt.

## Mitglieder
- Dawit Malasonia (დავით მალაზონია) – Keyboard, Komponist, Arrangeur
- Dawit Kawtaradse (დავით ქავთარაძე) – georgische Volksinstrumente
- Guga Murghulia (ბუბა მურღულია) – Gesang
- Lewan Abschilawa (ლევან აბშილავა) – Percussion
- Schawa Ghelekwa (შაკო ღელეყვა) – Bass
- Gaga Abaschidse (გაგა აბაშიძე) – Gesang
- Mischo Dschawachischwili (მიშო ჯავახიშვილი) – Gesang